# 大港區 (毛里求斯)
大港區是毛里求斯的一個區，位于毛里求斯岛東南部。
大港區的行政中心本來位於罗斯贝勒，后来西遷至區內最大城市马埃堡。马埃堡過往亦曾是毛里求斯的首都所在地。岛上唯一的機場就在马埃堡的马尼安平原村。
大港區的名稱源於當地是荷蘭人當年登陸毛里求斯時第一個看見的地方。它是一個以马埃堡為中心的海岸城市，位於大港灣（Grand Port Bay）內。當荷蘭人建立了大港之後，被法國人佔領了。直到現在，大港鎮都是當地過往殖民地時期的見證。
大港區的北部是滿佈林谷和河流的多山地帶；東部地勢較高，與中部的高原相接，其清涼的氣候是茶葉的合適種植地點。南部平原是一個平面上，其中一部分位於國際機場。南部是一片大平原，有部份平原成為了國際機場的部份。
大港區有許多酒店和渡假村，以保證遊客有舒適的住宿。該區最有名的海灘是藍灣（Blue Bay），是島上最好的一個浴場，有木麻黃樹在周圍以半圓形包圍着海灘。藍灣位於距離马埃堡不遠處的東南海岸，藍灣綿延的白色沙灘，與又深、又清澈的淺藍色浴池。當地亦是風帆及滑浪的好地方。當地建築，亦反映了過去殖民地時代的痕跡。
1810年，法國的護衛艦隊與英國艦隊在大港戰役對決，在帕塞島附近取得了最終的勝利。